# Siudy Garrido
Siudy Angélica Garrido Quintero (Caracas, Venezuela, 23 de julio de 1979) conocida públicamente como Siudy Garrido o Siudy, es una bailaora y coreógrafa de flamenco venezolana. 
A los 20 años de edad fundó su propia compañía con la que ha presentado diversos espectáculos en Estados Unidos, México, Venezuela, Curacao y Aruba. En el año 2006 fue galardonada con la mención honorífica del premio municipal de danza de Venezuela. Su espectáculo Between Worlds/Entre Mundos le valió en el año 2011 una nominación al premio Drama Desk de Nueva York como coreografía sobresaliente.
Durante su carrera artística ha sido invitada especial en conciertos de Alejandro Sanz, Romeo Santos, Niña Pastori, Gilberto Santa Rosa y El Cigala, entre otros. Ha participado en los videoclips Rey Tiburón de Maná y Mi Santa de Romeo Santos, y ha asesorado en danza flamenca al Circo del Sol en Las Vegas.

## Formación
Siudy Garrido literalmente creció con el flamenco y la danza. Su madre, Siudy Quintero, es una reconocida productora de espectáculos de danza, coreógrafa, maestra de flamenco y pionera de este arte en Venezuela. 
A los 5 años de edad comenzó sus estudios formales de flamenco y ballet en la escuela de su madre Academia Siudy en Caracas Venezuela. Entró a formar parte de la compañía profesional de Siudy Quintero a los 14 años de edad. Dos años después en 1996 con tan solo 16 años de edad protagonizó la obra Tormento (original de Quintero) en el Teatro Teresa Carreño donde también realizó su primera incursión como coreógrafa. 
A partir de los 16 años continuó con su formación artística en el Centro de Arte Flamenco Amor de Dios en Madrid, donde recibió la orientación de importantes maestros del flamenco: Ciro, María Magdalena, El Guito, La China y Adrián Galia. En la ciudad de Sevilla completó su formación, especializándose en el movimiento de bata de cola con Milagros Menjíbar. 
En paralelo a sus estudios de flamenco en España, Siudy mantuvo una formación integral abarcando los géneros del jazz, contemporáneo y lírico. Amplió sus conocimientos en el Broadway Dance Center, el Steps on Broadway, Danzahoy Escuela, el Ballet Contemporáneo de Caracas y la Academia Siudy, destacando los maestros Candy Machado, Michele Assaf, Suzy Taylor y Wes Veldink.

## Trayectoria artística
Entre los años 1997 y 1999 Siudy participa como primera bailarina junto a Adrián Galia en los espectáculo En Clave Flamenca y Homenaje a Carmen Amaya, junto a Domingo Ortega en el espectáculo Raíces Flamencas y en la compañía de Antonio Canales en el espectáculo Guernica. También graba los primeros cinco tomos de la enciclopedia audiovisual Paso a paso los Palos del Flamenco de Adrián Galia.
Teniendo 21 años de edad, Siudy Garrido funda en el año 2000 su propia compañía de danza y crea su primer espectáculo Caminos Flamencos, estrenado en el Teatro de la Celebración del Milenio del parque temático Epcot de Disney, en la ciudad de Orlando.
En el 2001 y 2002, Siudy participó en el calendario de figuras del arte Flamenco de la fotógrafa Elke Stolzenberg, distribuido en España, Alemania y Brasil. Siudy fue la portada del año 2002.
Colabora como coreógrafa y primera bailarina con el Ballet Flamenco La Rosa en el montaje de la obra Herodias, en el año 2003, donde interpretó el papel protagónico de Salomé, en una fusión de flamenco y música árabe presentada en el Miracle Theater de Miami.
En el año 2004 crea el espectáculo En Cuerpo y Alma, que integra el jazz con tendencias contemporáneas de flamenco. En 2005 presenta su espectáculo Bailaora, integrando las danzas urbanas con el flamenco, hecho notorio por el que obtiene en Venezuela la mención honorífica del Premio Municipal de Danza 2006.
Un extracto del musical Bailaora fue presentado el año 2007 en el encuentro filantrópico Playing for Good, en la ciudad española Palma de Mallorca. En dicho evento Siudy compartió escena con personalidades de fama mundial como Eva Longoria, Goldie Hawn, Paris Hilton, Sheila E, Chaka Khan y Terrence Howard.
Finalizando el año 2007 Siudy fue invitada por el director artístico del espectáculo Zumanity del Circo del Sol, para dictar un taller intensivo de flamenco al elenco integrante de dicho espectáculo en Las Vegas.
En el año 2008 Siudy participó en el videoclip de la canción Rey Tiburón de la banda mexicana Maná.
A finales del 2008, Siudy y su compañía estrenan en Caracas Siudy Entre Mundos, una obra de guion, música y coreografía original, que fusiona el flamenco con las danzas urbanas y la percusión teatral, de la mano de un argumento dramático. Siudy Entre Mundos creado por Siudy Garrido junto a su esposo, el director y productor fílmico Pablo Croce, muestra un espectáculo musical de alta envergadura, que marca un antes y un después en la trayectoria internacional de Siudy.
Su obra Siudy Entre Mundos evoluciona y cruza fronteras en el 2011, presentándose por una temporada de 3 meses consecutivos como Siudy Between Worlds en los escenarios del Circuito de Broadway de Nueva York. Este espectáculo le valió a Siudy una nominación a los premios Drama Desk como coreografía sobresaliente. Su compañía es la primera de Venezuela en presentarse en este circuito. Siudy Entre Mundos ha seguido evolucionando artísticamente y presentándose en importantes teatros de Venezuela, Estados Unidos y México.
En diciembre de 2011 graba en Madrid y Toledo el videoclip Mi Santa del cantautor Romeo Santos y la guitarra de Tomatito. En el año 2011 Siudy participa como invitada especial de Romeo Santos en los Premios Lo Nuestro y colabora en su Tour Formula con un solo de apertura para la canción Mi Santa en los conciertos presentados en Madison Square Garden, Staples Center, American Airlines Arena y Amway Center.
En el 2013 Siudy estrena en Venezuela la obra Flamenco Intimo, un espectáculo con música original del guitarrista flamenco José Luis Rodríguez, que refleja la pureza del arte flamenco desde una perspectiva contemporánea, de la mano de la teatralidad y puesta en escena que la han caracterizado.

## Espectáculos
A continuación se presentan los espectáculos creados por Siudy Garrido y su compañía.

### Caminos Flamencos
Estrenado en el año 2000 en el Teatro de la Celebración del Milenio en el Epcot de Disney, en Orlando, Florida. Un espectáculo de música original del guitarrista Diego Franco y coreografías de Siudy Garrido, donde se hace un recorrido por los diversos palos del arte flamenco (guajiras, tangos, martinete, seguirilla, solea por bulería, y bulerías) mostrando desde lo más puro y tradicional, hasta lo más actual y contemporáneo del arte flamenco.

### En Cuerpo y Alma
Estrenado en el año 2004 en Aruba. En este espectáculo Siudy comienza a fusionar el flamenco con géneros como el jazz, la música y el baile contemporáneo.

### Bailaora
Estrenado en 2005 en el Teatro Teresa Carreño de Venezuela.  Es el primer espectáculo musical de gran envergadura de Siudy Garrido y su compañía, con música original del guitarrista flamenco Diego Franco y el productor musical Adrian Posse. Bailaora muestra un flamenco de vanguardia con estética pop que fusiona con géneros urbanos. Está compuesto por coreografías originales de Siudy Garrido y la colaboración especial del coreógrafo y bailarín urbano Jesus Orta bajo la dirección y producción general de Pablo Croce. Dicho espectáculo hace a Siudy merecedora del Premio Municipal de Danza (Mención Honorífica) en el año 2006 en su país natal Venezuela.

### Entre Mundos
Estrenado en el año 2008 en Venezuela, es el primer espectáculo con argumento dramático de la trayectoria de Siudy Garrido. Es una obra original del director Pablo Croce y Siudy Garrido. Entre Mundos muestra, a través de una historia de amor en un futuro apocalíptico, la fusión única del flamenco con la danza urbana y la percusión teatral. Música original del guitarrista flamenco José Luis Rodríguez junto a Diego Franco y Ernesto Briceño, colaboración especial de Roberto Castillo como coreógrafo de percusión Teatral y Jesus Orta como coreógrafo de danzas Urbanas. Esta obra musical danzada ha logrado girar por importantes teatros de la escena mundial destacando una temporada de tres meses consecutivos en los escenarios de Off Broadway en la ciudad de Nueva York en el año 2011. Ese mismo año recibió una nominación a los premios Drama Desk como coreografía sobresaliente.

### Flamenco Íntimo
Es un espectáculo original de Siudy Garrido con música del compositor y guitarrista flamenco José Luis Rodríguez. Flamenco Íntimo muestra un espectáculo que refleja la pureza del arte flamenco desde una perspectiva contemporánea, de la mano de la teatralidad y puesta en escena que caracterizan los espectáculos de Siudy. Las coreografías se intercalan con solos musicales interpretados por once artistas en escena, adentrándose en la intimidad de cada uno.

## Colaboraciones
Ha participado como artista invitada y coreógrafa en varias zarzuelas, óperas y conciertos, dentro de las cuales destacan las zarzuelas Verbena de la Paloma(1997) y Amor Brujo (1999), ambos presentados en Caracas, Venezuela, junto a la Orquesta Sinfónica de Venezuela, bajo la dirección de Luis Izquierdo. En 2004 participó en la zarzuela Luisa Fernanda, junto a su compañía de baile, acompañados por la Orquesta Sinfónica Gran Mariscal de Ayacucho, dirigida por el maestro Marcos Carrillo. En 2013 participó en La Vida Breve con la Orquesta Sinfónica Simón Bolívar dirigida por Edmon Colomer en el Teatro Teresa Carreño.
- (2011) Conciertos del cantante de bachata Romeo Santos - Tour Formula: invitada especial en el Madison Square Garden (Nueva York), Staples Center (Los Ángeles), American Airlines Arena (Miami) y Amway Center (Orlando).
- (2011) Premios Lo Nuestro: invitada especial de Romeo Santos. Interpreta el tema Mi Santa junto a su Compañía de baile en el American Airlines Arena.
- (2010) Invitada en el videoclip de Romeo Santos del tema Mi Santa junto al guitarrista flamenco Tomatito, filmado en España en las ciudades de Madrid y Toledo.
- (2009) Interpreta como solista invitada La Vida Breve con la Orquesta Sinfónica Simón Bolívar y el director español Edmon Colomer en la Sala Ríos Reyna del Teatro Teresa Carreño.
- (2008) Invitada en el videoclip Rey Tiburón del grupo Maná, filmado en México.
- (2007) Dicta un taller intensivo a los bailarines del Circo del Sol (Las Vegas).
- (2006) Invitada especial en el concierto de Niña Pastori Joyas Prestadas, donde interpreta Angelitos negros en el Aula Magna de la Universidad Central de Venezuela.
- (2005) Miss Venezuela: invitada especial junto a su Compañía en la producción musical de Joaquín Riviera en el Poliedro de Caracas.
- (2004) Participó junto a su Ballet Flamenco como invitada especial y coreógrafa de la zarzuela Luisa Fernanda, presentada en la sala Ríos Reyna del Teatro Teresa Carreño con la Orquesta Sinfónica Gran Mariscal de Ayacucho, bajo la dirección de Marcos Carrillo y la dirección general de Javier Vidal (Caracas).
- (2004) Invitada especial en el concierto de Alejandro Sanz, de la gira No es lo Mismo. Interpreta Corazón Partio en el Estadio de Béisbol de la Universidad Central de Venezuela.
- (1999) Interpreta la Danza del Fuego del Amor Brujo como bailaora solista, invitada junto a la cantante de copla española María Vidal, la Orquesta Sinfónica Venezuela y el director español Luis Izquierdo en la sala Rios Reyna del Teatro Teresa Carreño (Caracas).

## Filantropía
Ha apoyado con su imagen a diversas organizaciones benéficas como Avesid, Doctor Yaso, Socieven y en 2013 se suma como vocera de la agencia ACNUR de la Organización de Naciones Unidas.